# Robert Dudley Baxter
Robert Dudley Baxter (* 1827 in Doncaster, Yorkshire; † 17. Mai 1875) war ein englischer Nationalökonom.

## Leben
Baxter lernte die Grundlagen der Ökonomie am Trinity College in Cambridge. Er studierte Rechtswissenschaft und arbeitete danach in der Firma seines Vaters Baxter & Co. Ab 1866 bis zu seinem Tod gehörte er dem Vorstand der Statistischen Gesellschaft in London an.

## Schriften
- Railway extension and its results (1866)
- National income of the United kingdom (1868)
- Taxation of the United kingdom (1869)
- English parties and conservatism (1870)
- National debts (1871)